# Municipio de Madison (condado de Fremont)
El municipio de Madison (en inglés: Madison Township) es un municipio ubicado en el condado de Fremont en el estado estadounidense de Iowa. En el año 2010 tenía una población de 141 habitantes y una densidad poblacional de 1,37 personas por km².

## Geografía
El municipio de Madison se encuentra ubicado en las coordenadas 40°37′5″N 95°34′00″O / 40.61806, -95.56667. Según la Oficina del Censo de los Estados Unidos, el municipio tiene una superficie total de 102.74 km², de la cual 102,07 km² corresponden a tierra firme y (0,65 %) 0,67 km² es agua.

## Demografía
Según el censo de 2010, había 141 personas residiendo en el municipio de Madison. La densidad de población era de 1,37 hab./km². De los 141 habitantes, el municipio de Madison estaba compuesto por el 98,58 % blancos, el 0,71 % eran afroamericanos, el 0,71 % eran amerindios. Del total de la población el 1,42 % eran hispanos o latinos de cualquier raza.